# Johan Jørgen Holst
Johan Jørgen Holst, född 29 november 1937 i Oslo, död 13 januari 1994 i Nesodden i Akershus, var en norsk politiker (Arbeiderpartiet) och samhällsforskare. Han var försvarsminister 1986-1989 och 1990-1993 och därefter utrikesminister 1993-1994. Holst är kanske mest känd för sin medverkan till Oslo-avtalet 1993.

## Politisk karriär
Holst hade en mag.art. i statsvetenskap. Han var forskare vid Norsk Utenrikspolitisk Institutt (NUPI) 1969–1976, och blev dess direktör 1981. Han var statssekreterare på Forsvarsdepartementet 1976–1979 och på Utenriksdepartementet 1979–1981. 1982–1986 var han ordförande i Europabevegelsen i Norge.
Holst var försvarsminister 1986–1989 och 1990–1993, och var utrikesminister från april 1993 till sin död i januari 1994. Han var en av arkitekterna bakom fredsavtalet mellan Israel och PLO 1993 (Oslo-avtalet).
Holst skrev ett flertal artiklar om utrikes- och säkerhetspolitiska ämnen i norska och utländska tidskrifter, bland annat i Foreign Affairs, Foreign Policy och Internasjonal politikk. Han gav vidare ut skrifter som Hvorfor ja til EF (1972), Vår forsvarspolitikk (1978), Norsk Utenrikspolitikk (1985, red.) och Norwegian Foreign Policy in the 1980's (1985, red.).
Vänner av Israel i norska arbetarrörelsen (Norska: Venner av Israel i Norsk Arbeiderbevegelse) planterade en skog til hans minne i Israel.